# Åsbräcka församling
Åsbräcka församling var en församling i Göteborgs stift och i Lilla Edets kommun. Församlingen uppgick 2002 i Fuxerna-Åsbräcka församling.

## Administrativ historik
Församlingen har medeltida ursprung.
Församlingen var tidigare annexförsamling i pastoratet Rommele, Fors, Upphärad och Åsbräcka som till 1 maj 1918 även omfattade Fuxerna församling. Församlingen uppgick 2002 i Fuxerna-Åsbräcka församling.

## Kyrkobyggnader
- Åsbräcka kyrka

### Fotnoter
1. ↑  Nationell Arkivdatabas Referenskod: SE/156202000, läst: 17 juni 2018.[källa från Wikidata]
2. ↑  ”Förteckning (Sveriges församlingar genom tiderna)”. Skatteverket. 1989. http://www.skatteverket.se/privat/folkbokforing/omfolkbokforing/folkbokforingigaridag/sverigesforsamlingargenomtiderna/forteckning.4.18e1b10334ebe8bc80003999.html. Läst 17 december 2013.
3. ↑  ”Församlingar”. Statistiska centralbyrån. https://www.scb.se/hitta-statistik/regional-statistik-och-kartor/regionala-indelningar/forsamlingar/. Läst 30 december 2022.